# GALLOWS
『GALLOWS』（ギャロウス）は、lynch.の通算8枚目のアルバムである。2014年4月9日にキングレコードから発売された。

## 解説
タイトルは『ギャロウズ』とよく間違われるが、本作の読み方は濁らない『ギャロウス』である。初回プレスはアウターケース付。TOUR’14「TO THE GALLOWS」バックステージ招待応募ハガキ特典封入。付属DVDは、収録曲「DEVIL」MV+Making収録。

## 収録曲

### CD
1. INTRODUCTION
2. GALLOWS
3. DEVIL
4. GREED
5. ENVY
6. GUILLOTINE
7. MERCILESS
8. OBLIVION
9. BULLET
10. MAD
11. TOMORROW
12. RING
13. PHOENIX

### DVD
- DEVIL (MV)
- DEVIL (MAKING)